# Excalibur (cohete)
Excalibur fue un estudio estadounidense de 1992 para un cohete propulsado por oxígeno líquido y queroseno. Se trataba de una versión subescalada del Sea Dragon propuesto por Truax Engineering.
Se trataría de un lanzador de bajo coste y dos etapas, la primera alimentada por oxígeno líquido y queroseno (presurizados en la cámara de combustión a 24 atmósferas) y la segunda por oxígeno líquido e hidrógeno líquido (a 5 atmósferas en la cámara de combustión). El sistema de guiado sería inercial combinado con GPS.
Se planeó una versión de prueba, el Excalibur-S, pero el proyecto no salió adelante.

## Especificaciones
- Carga útil: 55.000 kg a LEO (230 km de altura y 90 grados de inclinación orbital).
- Masa total: 2.366.500 kg
- Diámetro: 10,67 m
- Longitud total: 120 m